# Love Songs (álbum de Vanessa Paradis)
Love Songs é o sexto álbum de estúdio da cantora francesa Vanessa Paradis. Ele foi gravado em Bruxelas no Studio ICP e lançado em maio de 2013 na França.
Totalmente produzido por Benjamin Biolay que assina oito títulos, este álbum duplo inclui vinte canções (vinte e duas com a edição limitada e vinte e quatro com a edição de colecionador). Ele inclui a participação, entre outros, de Mathieu Boogaerts, Adrien Gallo, Carl Barât, Ben Ricour e Johnny Depp.
Bem recebido pela crítica, Love Songs chega a 1º posição em vendas logo após o seu lançamento. São estimadas, ao todo, a venda de mais de 200,000 unidades, ganhando o disco de platina duplo. No ranking anual de 2013, que é o 22º mais vendido na França.
Em 2014, a canção napolitana ''Tu si na Cosa grande'' entra para a trilha sonora do filme de John Turturro, ''Fading Gigolo'' e ''Mi amor'' é escolhida para ilustrar a campanha publicitária do perfume Love Story da marca Chloé, com direção de Mélanie Laurent. A capa do álbum é feita por Jean-Baptiste Mondino. As ilustrações dentro do álbum são feitas pelos designers franceses M/M. Na edição de colecionador do álbum há uma foto de Vanessa por Karim Sadli.

## Faixas

### CD 1
| #   | Título                                      | Compositor(es)                   | Duração |
| --- | ------------------------------------------- | -------------------------------- | ------- |
| 1.  | "L'au-delà"                                 | Mickaël Furnon                   | 3:19    |
| 2.  | "Love Song"                                 | Benjamin Biolay, Vanessa Paradis | 3:31    |
| 3.  | "C'est quoi?"                               | Mathieu Boogaerts                | 3:11    |
| 4.  | "Les Espaces et les sentiments"             | François Villevieille            | 3:08    |
| 5.  | "Prends garde à moi"                        | Benjamin Biolay                  | 4:04    |
| 6.  | "Tu pars comme on revient"                  | Benjamin Biolay                  | 2:56    |
| 7.  | "The Dark, It Comes" (dueto com Carl Barât) | Carl Barât                       | 4:01    |
| 8.  | "Rocking Chair"                             | Benjamin Biolay, Vanessa Paradis | 4:20    |
| 9.  | "Station 4 septembre"                       | Benjamin Biolay                  | 3:29    |
| 10. | "Tu vois c'que je vois"                     | Mathieu Boogaerts                | 3:14    |

### CD 2
| #   | Título                                        | Compositor(es)                                                      | Duração |
| --- | --------------------------------------------- | ------------------------------------------------------------------- | ------- |
| 1.  | "La crème"                                    | Pierre Grillet, Ben Ricour                                          | 2:40    |
| 2.  | "Le rempart"                                  | Mathieu Boogaerts                                                   | 3:11    |
| 3.  | "Mi amor"                                     | Adrien Gallo                                                        | 3:07    |
| 4.  | "New Year"                                    | Ruth Ellsworth Carter, Lily-Rose Depp, Johnny Depp, Vanessa Paradis | 3:08    |
| 5.  | "Tu si na cosa grande"                        | Roberto Gigli, Domenico Modugno                                     | 2:51    |
| 6.  | "Sombreros"                                   | Jérôme Attal, Ben Ricour                                            | 4:23    |
| 7.  | "Être celle"                                  | Marcel Kanche, Vanessa Paradis                                      | 3:38    |
| 8.  | "Doorway"                                     | Vanessa Paradis                                                     | 2:59    |
| 9.  | "La chanson des vieux cons"                   | Benjamin Biolay                                                     | 4:44    |
| 10. | "Les roses roses" (dueto com Benjamin Biolay) | Benjamin Biolay                                                     | 3:49    |

### Faixas bônus
| #  | Título            | Compositor(es)    | Duração |
| -- | ----------------- | ----------------- | ------- |
| 1. | "Plus d'amour"    | Benjamin Biolay   | 3:41    |
| 2. | "Encore"          | Mathieu Boogaerts | 2:33    |
| 3. | "Attention à toi" | Mathieu Boogaerts | 2:33    |
| 4. | "La marée"        | Adrien Gallo      | 2:50    |

## Singles
- "Love Song" - Lançado em 4 de março de 2013.[8]
- "Les Espaces et les sentiments" - Lançado em 24 de junho de 2013.[9]
- "Mi amor" - Lançado em 16 de outubro de 2013.

## Turnê
O álbum originou a sua quinta turnê, a Love Songs Tour, entre 2013 e 2014. As versões ao vivo das canções estão disponíveis nos CD e DVD Love Songs Tour.

## Desempenho

### Álbum
| Chart (2013)                                  | Melhor posição |
| --------------------------------------------- | -------------- |
| Schweizer Hitparade                           | 4              |
| Ultratop                                      | 2              |
| Syndicat National de l'Édition Phonographique | 1              |